# Milán-San Remo 1957
La Milán-San Remo 1957 fue la 48.ª edición de la Milán-San Remo. La carrera se disputó el 19 de marzo de 1957, siendo el vencedor final el español Miguel Poblet, que se impuso al sprint en la meta de San Remo a sus seis compañeros de fuga.

## Clasificación final
| Posición | Ciclista            | Equipo                            | Tiempo     |
| -------- | ------------------- | --------------------------------- | ---------- |
| 1        | Miguel Poblet       | Ignis-Doniselli                   | 6h 55' 41" |
| 2        | Alfred de Bruyne    | Carpano-Coppi                     | m. t.      |
| 3        | Brian Robinson      | Saint-Raphaël-R. Geminiani-Dunlop | m. t.      |
| 4        | Julien Schepens     | Mercier                           | m. t.      |
| 5        | Joseph Planckaert   | Peugeot-BP                        | m. t.      |
| 6        | Nicolas Barone      | Saint-Raphael                     | m. t.      |
| 7        | Nino Defilippis     | Bianchi                           | + 24"      |
| 8        | Rik van Steenbergen | Elvé-Peugeot-Marvan               | m. t.      |
| 9        | Guido Messina       | Asborno-Frejus                    | m. t.      |
| 10       | Dino Bruni          | Bianchi                           | m. t.      |